# La Chapelle-Villars
La Chapelle-Villars – miejscowość i gmina we Francji, w regionie Owernia-Rodan-Alpy, w departamencie Loara.
Według danych na rok 1990 gminę zamieszkiwały 262 osoby, a gęstość zaludnienia wynosiła 32 os./km² (wśród 2880 gmin regionu Rodan-Alpy La Chapelle-Villars plasuje się na 1366. miejscu pod względem liczby ludności, natomiast pod względem powierzchni na miejscu 1263.).